# 美里かすみ
美里 かすみ（みさと かすみ、1983年12月12日 - ）は、日本のAV女優。
埼玉県出身。
血液型：AB型、身長：154cm、スリーサイズ：B86・W60・H86、Eカップ。

## 略歴
旧芸名は有栖川志乃(ありすがわ しの)。2003年前後に雑誌「Bejean」などのグラビアで活動していた。
2004年、ミリオン（ケイ・エム・プロデュース）専属女優「ミリオンエンジェル」としてAVデビュー。
2005年末にイベントを開いて以降表だった活動は確認されていない。
趣味は読書、テレビゲームなど。

## 作品

### アダルトビデオ
2004年
- 初恋（1月30日、ケイ・エム・プロデュース）…デビュー作
- ミリオンアカデミートップアイドル養成講座完全版（2月27日、ケイ・エム・プロデュース）
- 美里かすみ4時間（3月19日、ケイ・エム・プロデュース）
- 完全撮りおろしスーパースター4時間SPECIAL（4月23日、ケイ・エム・プロデュース）他多数出演
- ミリオンスペシャル ベストフレンド2 完全版（4月30日、ケイ・エム・プロデュース）共演:如月カレン、及川奈央（友情出演）
- 裏 入門 美里かすみ 完全版（5月21日、ケイ・エム・プロデュース）共演:南智子
- ぶっとびシンデレラ（6月25日、ケイ・エム・プロデュース）共演:紋舞らん、長谷川瞳、三上翔子
- 完全なるイカセ4時間 2004（7月30日、ケイ・エム・プロデュース）
- 使い捨てM奴隷（10月1日、MOODYZ）
- ぶっかけ中出しアナルFUCK!（11月1日、MOODYZ）

2005年
- イカセ無限中出し1（1月1日、MOODYZ）
- 極本番（3月4日、GLAY'z）
- 完全撮りおろしスーパースター 4時間SPECIAL 2（4月22日、ケイ・エム・プロデュース）他多数出演
- 服従の奉仕メイド（6月24日、シネマジック）
- 強精中出しエロ玩具 2（8月13日、MOODYZ）
- 実話 輪姦（9月13日、MOODYZ）…共演:長谷川いずみ
- ゴックンくらぶ10（11月13日、MOODYZ）
- 最臭兵器エクソシスターズ2（11月25日、OPERA［オペラ］）
- 女教師アナル陵辱（12月4日、ヒビノ）

2006年
- 陵辱未亡人（1月4日、HIBINO）
- 競泳水着の女（2月4日、アキノリ）
- 淫魔スコープ 強姦連鎖 扉があるかぎり… 美里かすみ（8月7日、アタッカーズ）
- Wフィスト&Wアナル（8月13日、MOODYZ）共演:新倉いつか

2010年
- オペラ5周年記念DVD24時間6枚組 （12月25日、オペラ）他多数出演

2011年
- 超人気女優・超ボリューム・超ハード2穴FUCK150作品16時間 （1月19日、ROOKIE）他多数出演
- 排泄まる見え！脱糞BEST オペラ女優の脱糞シーン全部見せます!（2月7日、オペラ）他多数出演

### イメージビデオ
- 恋乳・こいするおっぱい（2004年2月23日、レイディックス）